# Lac Munkamba
Le lac Munkamba, ou anciennement Mukamba, est un lac naturel de la République démocratique du Congo situé dans le territoire de Dimbelenge (territoire), à 100 km à l’Est de Kananga, province du Kasaï-Central. Il fait partie d'une série de trois lacs : Lac Munkamba, Kalunga et Fwa. Le lac mesure environ 3 kilomètres sur 2,5 kilomètres de large. À plusieurs époques le lieu a fait l'objet de projets de création et de développement d'un centre de villégiature. Les rives lacustres sont en zone de savane. C'est un plan d'eau fermé, sans écoulement.  
Plusieurs légendes locales expliquent l'origine de ce lac comme son origine par quatre jeunes filles chassant la sauterelle dans la brousse et assoiffées sautillant en chantant pour faire émerger de l'eau. Devant cette source devenant lac, les quatre filles voulurent s'échapper. Les unes devenant "hirondelle" et "araignée" réussirent à s'enfuir et avec les rescapées des villages engloutis fondèrent le village de Bakwà Cishimbula des Luntu à 250km. Les autres devenant "mortier" et "crapaud" finirent englouties et donnèrent au lac la forme d'un homme couché sur le dos, bras et jambes écartés.    
Espérant découvrir une mer intérieure comme les grands lacs, le lieutenant Wissman fut envoyé par la société africaine d'Allemagne en vue d'établir une "station civilisatrice dans le pays de Lunda". Il se mit en route vers ce lac le 1er décembre 1881. Il fut "escorté par le roi Mukengé avec cinquante de ses femmes et une troupe de deux cents Tussilange".  Ne répondant nullement à sa réputation, il s'agit en fait d'un petit lac "qui ne parait pas avoir d'émissaire et qui est formé par des sources",